# Capitulacions de Granada
Les Capitulacions de Granada, de vegades conegudes com el Tractat de Granada, van ser signades i ratificades el 25 de novembre de 1491 davant el rei de l'Emirat de Gharnata Abu 'Abd Allah Muhammad Boabdil i els Reis Catòlics, en aquell temps monarques d'Aragó, de Castella, de Lleó, i de Sicília.
Pel tractat es renunciava a la sobirania musulmana del Regne de Granada (fundat diversos segles abans) a favor dels monarques catòlics. El tractat posava fi a la guerra de Granada, garantint una sèrie de drets als musulmans, inclosa la tolerància religiosa i el seu just tractament en compensació per una rendició i capitulació incondicionals.

## Termes
La capitulació de 1492 (finals del segle XV), contenia 77 articles. Entre les condicions atorgades per Ferran II d'Aragó i Isabel I de Castella a capitular amb els moros granadins destaquen les següents:
- El rei de Granada i els alcaids lliuraran la fortalesa de l'Alhambra i totes les altres fortaleses, torres i portes de la ciutat de Granada i de l'Albaicín.
- Tots els moros es lliuraran lliure i espontàniament, i compliran com a bons i lleials vassalls amb els seus reis i senyors naturals. No se'ls obligarà a convertir-se al catolicisme ni podran ser molestats pels seus costums. No podran ser enrolats en l'exèrcit contra la seva voluntat.
- El dia que el rei lliurés les fortaleses i torres, els Reis Catòlics li retornarien al seu fill amb tots els ostatges, i les seves dones i criats, excepte els que s'hagin tornat cristians.
- Els moros seran jutjats en les seves lleis i causes pel seu dret tradicional, amb parer dels seus alcaids i jutges, que romandran en el seu lloc si són respectats pel poble i lleials. El jurat estarà compost d'un cadí i un jutge cristià. No es permetrà, però, que les culpes i delictes passin de pares a fills.
- Es permet als moros portar armes, excepte pólvora, que han de lliurar a les autoritats.
- Els moros són lliures de vendre o arrendar les seves propietats i viatjar a Barbaria si així ho desitgen sense que se'ls confisquin seus béns, garantint els cristians que la travessia seria segura, durant tres anys. Passat aquest temps, han d'avisar a les autoritats amb cinquanta dies d'antelació i mitjançant el pagament d'un ducat. Aquest dret és recíproc per als habitants de Barbaria.
- Els moros no estaven obligats a portar marca distintiva alguna, al contrari que els jueus, que haurien de portar sempre.
- Els antics habitants de Granada estan exempts d'impostos durant tres anys. Els tributs seran els habituals segons la llei nazarí. Podran comerciar en tot el regne sense pagar cap portatge (barcatge) especial.
- Tots els captius cristians de la ciutat seran lliurats a les autoritats castellanes i alliberats, llevat que fossin venuts abans de la capitulació, com a condició per al vassallatge.
- Tots els funcionaris i empleats de l'administració nazarí, des del rei fins als servents, passant pels alcaids, cadis, meftís, cabdills, agutzils i escuders seran ben tractats i rebran un sou just pel seu treball. Es respectaran les seves llibertats i costums.
- Els cristians tenen prohibit entrar a les mesquites, i els jueus no poden ser recaptadors ni tenir sota el seu comandament ni cristians ni moros. Així mateix, es respecten les almoines de les mesquites, que seran administrades pels alfaquís.
- Amnistia i indult general per a tots els presoners de l'Emirat de Gharnata, inclosos els que es van escapar de les presons cristianes i es van refugiar a la ciutat, excepte si són canaris o negres. Aquesta amnistia s'estén també als presoners de guerra.

## Conseqüències del tractat
Sota aquestes condicions van quedar els Reis Catòlics amos de la ciutat de Granada, per les seves portes va sortir per no tornar-hi mai més el rei Boabdil el mateix dia que hi va entrar triomfant l'exèrcit cristià.
Gairebé un segle després, durant el regnat de Felip II, va tenir lloc la Rebel·lió de les Alpujarras. Els moriscos, descendents dels moros del regne de Granada que van consentir en viure com a vassalls dels Reis Catòlics per no abandonar aquella terra, adduint l'incompliment repetit del tractat, es van aixecar en armes contra els cristians el 1557. Això portaria finalment a l'expulsió dels moriscos, més endavant, el 1609.

## Nota
1. ↑  Francisco Fernández y González; Real Academia de la Historia (España). Estado social y político de los mudéjares de Castilla considerados en si mismos y respecto de la civilización española.  Real Academia de la Historia, 1866, p. 431–.